# آقای ونسان
آقای ونسان (فرانسوی: Monsieur Vincent‎) یک فیلم درام زندگی‌نامه‌ای به کارگردانی «موریس کلوش» است که در سال ۱۹۴۷ منتشر شد.
این فیلم که دربارهٔ زندگی «ونسان دو پل» کشیش و نیکوکار قرن هفدهم است، چالش‌های وی را در کمک به فقرا و نیازمندان، در دوران شیوع مرگ سیاه در اروپا به تصویر می‌کشد.
این فیلم در سال ۱۹۴۷ این فیلم جایزه بزرگ سینمای فرانسه را از آن خود کرد و در سال ۱۹۴۸ میلادی، برندهٔ جایزهٔ اسکارِ افتخاریِ «بهترین فیلم خارجی‌زبان» شد. مقامات مذهبی واتیکان نیز در سال ۱۹۹۵، آن را در «فهرست فیلم‌های مورد تأیید» خود (در شاخهٔ فیلم‌های مذهبی) قرار دادند. آقای ونسان در سال ۱۹۵۰ هم نامزد جایزه گلدن گلوب برای ارتقای تفاهم بین‌المللی شد.

## بازیگران
- پیر فرنه
- لیز دولامار
- گابریل دورزیا
- پیر دوکس
- ژان کارمه
- میشل بوکه
- امه کلاریون
- ژان دوبوکور
- گابریل گوبن
- ورا نورما
- ایون گودو
- شارل ژرار
- کلود نیکو
- گابریل فونتان
- ژرمن درمو
- گی فاویر
- ژان دوبوکور
- ژان آردین
- مارسل وله
- مارت ملو
- ماکسی‌میلیان
- پل دومانژ
- پل فور
- نیکول ریش
- آری-ماکس
- ویکتور وینا